# Hugo Fidel Cázares
Hugo Fidel Cázares Linares (* 24. März 1978 in Los Mochis) ist ein mexikanischer Boxer im Superfliegen- und Halbfliegengewicht.

## Profikarriere
Am 30. April 2005 boxte Cázares im Halbfliegengewicht gegen Nelson Dieppa um den Weltmeistertitel des Verbandes WBO und siegte durch „technische Entscheidung“ in der 10. Runde. Diesen Titel verteidigte er insgesamt fünf Mal und verlor ihn im August 2007 an Iván Calderón durch geteilte Punktentscheidung. 
Am 8. Mai 2010 wurde er mit einem einstimmigen Punktsieg über Nobuo Nashiro WBA-Weltmeister. Diesen Gürtel konnte er viermal in Folge verteidigen und verlor ihn Ende August des darauffolgenden Jahres gegen Tomonobu Shimizu durch geteilte Punktrichterentscheidung.